# The Matterhorn, Switzerland
The Matterhorn, Switzerland è un cortometraggio muto del 1913. Nei credit del film - un breve documentario di 75 metri prodotto dalla Selig e girato sulle Alpi - non appare né il nome del regista né quello dell'operatore.

## Produzione
Il film fu prodotto dalla Selig Polyscope Company.

## Distribuzione
Distribuito dalla General Film Company, il film - un documentario di 75 metri - uscì nelle sale cinematografiche statunitensi il 14 novembre 1913. Nelle proiezioni, veniva programmato con il sistema dello split reel, accorpato in un'unica bobina con un altro cortometraggio prodotto dalla Selig, la commedia A Cure for Carelessness.